# Бельведер (литография Эшера)
«Бельведер» (итал. Belvedere) — литография голландского живописца-графика Маурица Корнелиса Эшера, отпечатанная в мае 1958 года.
Слева на переднем плане лежит лист бумаги с чертежом куба. Места пересечения граней отмечены двумя кружками. Сидящий на скамье юноша держит в руках именно такое абсурдное подобие куба. Он задумчиво разглядывает этот непостижимый предмет, оставаясь безразличным к тому, что бельведер за его спиной выстроен в том же невероятном, абсурдном стиле.
Женщина, которая собирается подняться по лестнице бельведера, скопирована Эшером с правой панели триптиха «Сад земных наслаждений» Иеронима Босха.